# Maupihaa
Maupihaa é um atol das Ilhas de Sotavento, do Arquipélago da Sociedade, Polinésia Francesa. O atol está situado a 72 km a sudeste de Manuae, o seu vizinho mais próximo.
O atol Maupihaa tem cerca de 8 km de comprimento e contém uma lagoa que atinge 40 m de profundidade, rodeada por recifes submersos por três lados.
Os recifes exteriores ao atol são contínuos exceto numa pequena passagem do lado ocidental. O lado oriental consiste de um ilhéu densamente vegetado (Motu Maupihaa) e de outros ilhéus menores que permitem atingir a área total de 2,6 km². A única localidade do atol tinha 10 habitantes em 1985.